# Cymbeline
Cimbelino (no original, Cymbeline) é uma comédia de William Shakespeare.

### Edições deCymbeline
- Dowden, Edward, ed. (1903). Cymbeline. Col: The Arden Shakespeare, first series. London: Methuen
- Nosworthy, J.M., ed. (1955). Cymbeline. [S.l.]: Aberdeen University Press
- Warren, Roger, ed. (1998). Cymbeline. Oxford: Clarendon Press
- Wayne, Valerie, ed. (2017). Cymbeline. Col: The Arden Shakespeare, third series. New York: Bloomsbury. ISBN 978-1-904271-30-7. OCLC 972096906
- Wells, Stanley; Pitcher, John; Spencer, TJB; Edmondson, Paul, eds. (2005). Cymbeline. [S.l.]: Penguin UK. ISBN 978-0-14-192162-4